# 마르크 비욘
마르크 비욘(Mark Villon)은 필리핀의 축구선수이다. 마닐라 지프니 FC(Manila Jeepney F.C.)의 수비수로 활동하는 필리핀 국제 축구 선수이다. 비욘은 이전에 산베다칼리지(San Beda College)에서 뛰었으며 2002년 국제 데뷔를 했다.